# カンフー無敵
『カンフー無敵』（原題：功夫無敵、Kung Fu Fighter）は2006年の香港映画。

## 概要
スタントマンとして活躍後、2004年度公開の香港映画『少林キョンシー』で武術指導も担当したイップ・ウィンキンによる初監督作品。この作品では通常使われるスタントによる代演を使わず、ヴァネス・ウーをはじめとする役者自身が、スタントなしの本格的なカンフーアクションに挑戦している。

## ストーリー
舞台は1940年代の上海。青年リク（ヴァネス・ウー）は、まだ見ぬ父を探すため、この街にやってきた。リクの父は生まれつき超人的な力を持っており、リクもまた、その父の血を受け継いでいた。だが、父の手がかりはないばかりか、逆に賭博場で知り合ったファッ（ラム・ジージョン）がもたらしたトラブルに巻き込まれ、マフィアのボス・イー（ティン・カイマン）に命を狙われてしまう。その後、運よく難を逃れたリクは、ヤー（ブルース・リャン）と知り合い、その風貌から彼が自分の父ではないかと思い始めるが……。

## キャスト
- ヴァネス・ウー（馬利／リク）
- ラム・ジーチョン（肥發／ファッ）
- ブルース・リャン（也叔／ヤー）
- チャン・クォックワン（董清揚／ドン）
- ティン・カイマン（卓二／イー）
- リー・フィ
- オウ・ケングン（占いさん）
- ルイス・ファン（十三郎）
- チャン・ジン（十四郎）
- エンメ・ウォン（龍兒／ロンイー）

## スタッフ
- 監督：イップ・ウィンキン
- 脚本：ダニエル・リー、ラウ・ホーリョン
- 製作：リー・クォシン、スザンナ・ツァン

## DVDリリース
販売元はビクターエンタテインメント
- 「カンフー無敵」（2007年12月29日）